# Steve Cuggy
Michael Steven Cuggy (sinh ngày 18 tháng 3 năm 1971) là một cầu thủ bóng đá người Anh và cựu huấn luyện viên của Blyth Spartans. Ông thi đấu chuyên nghiệp cho Maidstone United, có tổng cộng 13 lần ra sân tại Football League.